# 日本シーサート協議会
一般社団法人日本シーサート協議会（にほんシーサートきょうぎかい、英: Nippon CSIRT Association）は、日本で活動する CSIRT 間の情報共有及び連携を図るとともに、組織内 CSIRT の構築を促進、支援するコミュニティである。2007年3月28日任意団体 日本コンピュータセキュリティインシデント対応チーム協議会 発足。2020年4月より一般社団法人 日本コンピュータセキュリティインシデント対応チーム協議会 として活動を開始。2024年4月1日、これまで通称だった「日本シーサート協議会」を正式名称とした。

## 概要
コンピュータセキュリティインシデントが発生した場合に、シーサート間で連携し、被害を最小限に食い止める体制作りや、早期警戒情報の共有や広域にわたる脅威度の高いインシデント対応の共同演習の実施などの防衛策に注力する。また、新規にシーサートを構築する組織を支援する活動や、各種ワークショップの開催、およびコンピュータセキュリティに関する提言など、企業の健全なIT活動を支援するためのプログラムも行なう。

## 主な活動
- 会員間の情報共有 (インシデント情報、対応手法、セキュリティ関連情報等の共有)[7][8]
- ワーキンググループ活動 (社会的かつシーサート間に共通する課題の解決などを目指す) (2020年1月現在)

1. シーサート課題検討 SWG (旧：組織内シーサート課題検討 WG) [2007年9月 ～]
2. 脅威情報共有 WG [2007年9月 ～]
3. インシデント情報活用フレームワーク検討 WG [2008年7月 ～]
4. シーサート WG [2012年7月 ～]
5. Honeynet Project Japan Chapter WG [2012年8月 ～]
6. インシデント事例分析 WG [2013年11月 ～]
7. インシデント対応検討 WG [2013年12月 ～]
8. SSH サーバセキュリティ設定検討 WG [2014年3月 ～]
9. CSIRT 人材 WG [2014年10月 ～]
10. インシデント対応訓練 WG [2018年4月 ～]
11. 机上演習手法検討サブ WG [2018年4月 ～]
12. メール訓練手法検討サブ WG [2018年6月 ～ 2020年6月]
13. セキュリティレポーティング WG [2016年4月 ～]
14. ログ分析 WG [2016年7月 ～]
15. CSIRT 評価モデル検討 WG [2016年11月 ～]
16. 法制度研究 WG [2017年1月 ～]
17. ツール共有 WG [2017年12月 ～]
18. 工場セキュリティ WG [2018年7月 ～]

- 年次会合 (所要の報告及び意見交換等の場）[9]